# Председнички избори у САД 1992.
Председнички избори у САД 1992. одржани су 3. новембра. На овим изборима била су три кандидата са великим бројем освојених гласова. Кандидати две највеће странке у Сједињеним Држава су били кандидат Републиканске странке и тадашњи председник Џорџ Х. В. Буш, и кандидат Демократске странке Бил Клинтон, гувернер Арканзаса. Поред њих, велики број гласова добио је и независни кандидат Рос Перо, бизнисмен из Тексаса. Кандидати за потпредседника су били Ден Квејл испред Републиканске странке, Ал Гор из Тенесија, испред Демократске странке и Џејмс Стокдејл, који се надметао заједно са Пероом.
Председник Буш је отуђио велики број конзервативаца кршећи своје обећање из претходне кампање да неће бити повећања пореза. Америчка привреда је била у рецесији, а спољна политика, након распада Совјетског Савеза и завршетка Заливског рата, није представљала значајно питање у кампањи.
Клинтон је освојио релативну већину гласова грађана и велику већину гласова изборника. Након три узастопне победе републиканаца на председничким изборима, Демократска странка је успела да консолидује своје редове и да добије значајну подршку на североистоку, у региону Великих језера и у Калифорнији. Рос Перо је освојио око 19% гласова, поставши најуспешнији кандидат који није из две највеће партије још од Теодора Рузвелта и избора 1912. Упркос оваквом резултату, Перо није освојио ниједан глас изборника.

## Главни кандидати
| Lp. | Слика | Име            | Слика | Кандидат за потпредседника | Странка               |
| --- | ----- | -------------- | ----- | -------------------------- | --------------------- |
| 1.  |       | Бил Клинтон    |       | Ал Гор                     | Демократска странка   |
| 2.  |       | Џорџ Х. В. Буш |       | Ден Квејл                  | Републиканска странка |
| 3.  |       | Рос Перо       |       | Џејмс Стокдејл             | Независни             |

## Остали кандидати
- Андре Мароу - Либертаријанска странка
- Џон Хагелин - Странка природног права

- Ленора Фулани - Странка новог савеза
- Бо Гитц - Популистичка странка

## Резултати
| Кандидат         | Странка                 | Гласови     | Гласови | Електори |
| Кандидат         | Странка                 | Број        | %       | Електори |
| ---------------- | ----------------------- | ----------- | ------- | -------- |
| Бил Клинтон      | Демократска странка     | 44.909.806  | 43,01%  | 370      |
| Џорџ Х. В. Буш   | Републиканска странка   | 39.104.550  | 37,45%  | 168      |
| Рос Перо         | независни               | 19.743.821  | 18,91%  | 0        |
| Андре Мароу      | Либертаријанска странка | 290.087     | 0,28%   | 0        |
| Бо Гитц          | Популистичка странка    | 106.152     | 0,10%   | 0        |
| Ленора Фулани    | Странка новог савеза    | 73.622      | 0,07%   | 0        |
| Хауард Филипс    | Уставна странка         | 43.369      | 0,04%   | 0        |
| остали кандидати |                         | 152.516     | 0,13%   | 0        |
| укупно           |                         | 104.423.923 | 100%    | 538      |